# Ophion mandibularis
Ophion mandibularis là một loài tò vò trong họ Ichneumonidae.